# Sen o przyszłości
Sen o przyszłości är det första solo-studioalbumet av den polska sångerskan Sylwia Grzeszczak. Det släpptes den 11 oktober 2011. Tre singlar släpptes från albumet. De två första nådde första plats på den polska singellistan.

## Låtlista
1. Sen o przyszłości - 3:19
2. Leć - 3:07
3. Karuzela - 3:17
4. Bajka - 3:47
5. Tęcza - 3:46
6. Nie dam się - 3:10
7. Imię trawy - 3:19
8. Małe rzeczy - 3:17
9. Najprzytulniej - 3:25
10. Gorszy dzień - 4:31
11. За тобой - 3:26

## Listplaceringar
| Lista (2011) | Topplacering |
| ------------ | ------------ |
| Polen        | 1            |